# Ковачи (Тимиш)
Ковачи (рум. Covaci) насеље је у Румунији у округу Тимиш у општини Санандреј. Oпштина се налази на надморској висини од 95 m.

## Историја
По "Румунској енциклопедији" насеље је основано 1843. године. У њему је 1890. године пописано 955 становника, претежно Немаца.

## Становништво
Према подацима из 2002. године у насељу је живело 751 становника.

### Попис2002.
| Расподела становништва по националности 2002.‍ | Расподела становништва по националности 2002.‍ | Расподела становништва по националности 2002.‍ | Расподела становништва по националности 2002.‍ | Расподела становништва по националности 2002.‍ |
| --------------------------------------------- | --------------------------------------------- | --------------------------------------------- | --------------------------------------------- | --------------------------------------------- |
|                                               |                                               |                                               |                                               |                                               |
| Румуни                                        | Румуни                                        |                                               | 682                                           | 92,0%                                         |
| Мађари                                        | Мађари                                        |                                               | 19                                            | 2,6%                                          |
| Роми                                          | Роми                                          |                                               | 11                                            | 1,5%                                          |
| Украјинци                                     | Украјинци                                     |                                               | 10                                            | 1,3%                                          |
| Немци                                         | Немци                                         |                                               | 19                                            | 2,6%                                          |